# WPS Office
WPS Office (Writer, Presentation and Spreadsheets, ранее известный как Kingsoft Office) — офисный пакет, созданный китайским разработчиком программного обеспечения Kingsoft Corporation как альтернатива Microsoft Office. Продукт имеет давнюю историю развития в Китае. 6 июня 2014 года Kingsoft Office был переименован в WPS Office. Все продукты Kingsoft Office, как платные, так и бесплатные, были переименованы в WPS Office.
«WPS Office» имеет официальные интерфейсы на многих языках, в том числе английском, французском, немецком, испанском, португальском, русском и польском. Пакет состоит из текстового процессора WPS Writer, программы создания презентаций WPS Presentation и табличного процессора WPS Spreadsheets.

## Основные характеристики
- Поддержка *.docx, *.xlsx;
- Встроенная панель Google Search;
- Переключение по вкладкам;
- Экспорт в PDF-файл;
- Шифрование перед сохранением;
- Подготовка на печать нескольких новых документов;
- Поддержка OLE Automation;
- Интерфейс почти идентичен Microsoft Office 2013

## Недостатки
- Поддерживает открытые форматы *.odt, *.ods, *.odp только при помощи дополнительного расширения[4].
- Ряд функций (например, таких как редактирование PDF) доступен только в версии Premium.

## Критика
Если пользователь смартфона с установленным WPS Office отправит документ по почте, то вместо документа будет ссылка на установку программы, если пользователь с компьютером не проявит внимательность, то программа будет установлена в фоновом режиме без уведомления пользователя и заменит приложение по умолчанию на себя (не только офисные форматы, но и форматы изображения).

## Уязвимости
В январе 2024 г. специалисты компании ESET опубликовали статью, в которой были обозначены серьёзные проблемы безопасности данного офисного пакета. Злоумышленнику под кодовым именем Blackwood удалось взломать механизм обновления программы и в режиме атаки «Человек посередине» внедрять вредоносное ПО (обозначенное NSPX30) на компьютеры пользователей. По данным ESET, по крайней мере с 2018 года жертвами стали пользователи из Китая, Японии, Великобритании.
Через месяц специалисты ESET обнаружили в программе уязвимость нулевого дня, которая позволяла южнокорейской группе хакеров APT-C-60 удалённо запускать вредоносный код у пользователей WPS Spreadsheets. Проблема была устранена Kingsoft лишь с выпуском обновления 12.2.0.17119 в мае 2024 г. Исследователи предполагают, что в период с августа 2023 г. (версия 12.2.0.13110) по май 2024 г. были атакованы пользователи из Китая.